# Koturny

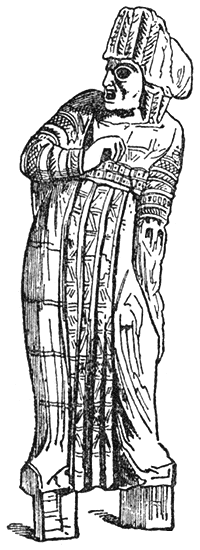
Starożytny aktor w koturnach

Koturny – buty na bardzo wysokich obcasach. Używane były m.in. w starożytnym teatrze greckim. Ich podeszwy robiono z kilku warstw twardej wyprawionej skóry. Aktorzy w teatrze greckim wkładali je, aby można było ich lepiej widzieć z daleka.